# Krokodil Gena und seine Freunde
Krokodil Gena und seine Freunde (russisch Крокодил Гена и его друзья / Krokodil Gena i jewo drusja; wiss. Transliteration Krokodil Gena i ego druz'ja) ist ein russischer Kindermärchenroman des sowjetischen Schriftstellers Eduard Uspenski, das erste Werk über Tscheburaschka und das Krokodil Gena.
In der Einleitung erzählt der Autor von seinen Lieblingsspielzeugen aus der Kindheit, zu denen ein Gummikrokodil namens Gena, eine Plastikpuppe namens Galja (Галя) und ein Plüschtier mit dem seltsamen Namen Tscheburaschka gehörten. Sie wurden zu den Hauptfiguren der Geschichte.
Das kleine, der Wissenschaft unbekannte Tier Tscheburaschka zieht in die Stadt, trifft das Krokodil Gena (das im Zoo arbeitete) und das junge Mädchen Galja, und gemeinsam helfen sie anderen, die auf der Suche nach Freunden sind.

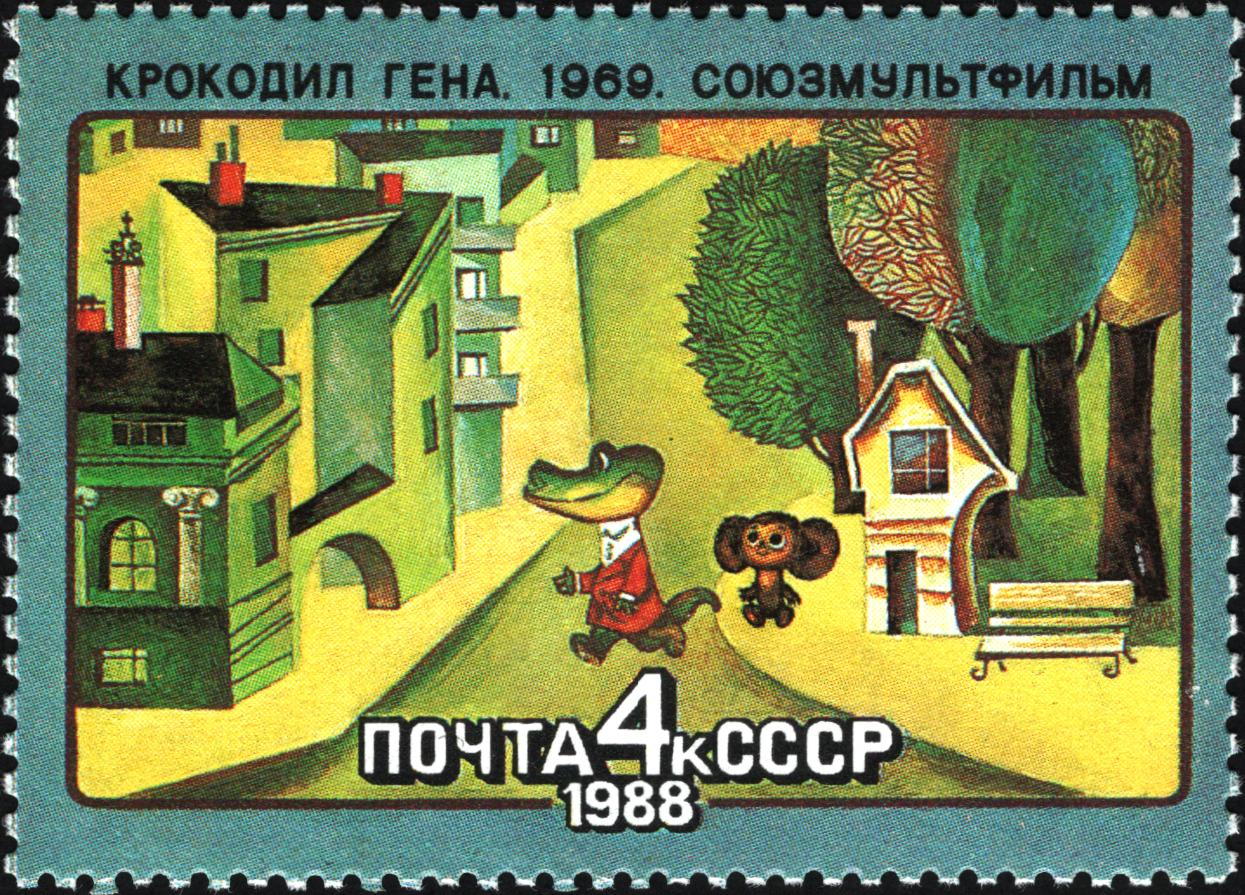
Tscheburaschka und Krokodil Gena auf einer sowjetischen Briefmarke

Das Buch könnte auch „Tscheburaschka und seine Freunde“ heißen, aber das Krokodil Gena war es, das auf die Idee gekommen war, Anzeigen zu schreiben, in denen es nach Freunden suchte. Ohne ein so seltsames Wesen wie Tscheburaschka aber wäre das Unternehmen zu gewöhnlich. Dank der von Gena geposteten Anzeigen hatten sie sich kennengelernt, wurden selbst Freunde und freundeten sich mit anderen an.
Der Roman erschien erstmals 1966 im sowjetischen Verlag „Kinderliteratur“ mit Illustrationen von  Waleri Alfejewski und wurde dann viele Male nachgedruckt. Er wurde in viele Sprachen übersetzt, auch ins Deutsche.
Es war Uspenskis erstes Prosawerk, ein Jahr zuvor veröffentlichte er die Gedichtsammlung Lachendes Elefantenbaby (Смешной слонёнок). Das Werk eröffnete den Zyklus über die populären Figuren Gena und Tscheburaschka. Es wurde in zwei Zeichentrickfilmen von  Roman Katschanow verfilmt: „Krokodil Gena“ (1969) und „Tscheburaschka“ (1971). Zu Beginn des letztgenannten Films singt Krokodil Gena sein Geburtstagslied (Pust begut neukljusche… / Пусть бегут неуклюже …). Im Refrain wird beklagt, dass man leider nur einmal im Jahr Geburtstag habe (к сожалению день рождения только раз в году).
Das Werk von Uspenski steht auf der russischen Leseempfehlungsliste der „100 Bücher für Schüler“.

## Ausgaben
- Э. Н. Успенский: Крокодил Гена и его друзья. М., Детская литература 1966
- Eduard Uspenski: Krokodil Gena und seine Freunde. Illustrationen von Ursula Linke. Aus dem Russischen von Irina Abelmann und Jeanette Poche. Kinderbuchverlag, Berlin 1988